# 112-й отдельный сапёрный батальон
112-й отдельный сапёрный батальон  — воинская часть Вооружённых Сил СССР во время Великой Отечественной войны.

## История
В составе действующей армии с 16 июля 1941 по 11 февраля 1942 года.
Очень вероятно, что этот батальон и 112-й батальон 61-й стрелковой дивизии представляют собой одно и то же формирование, поскольку последний был до начала войны отправлен из Каменки на строительство укреплений в Прибалтике. Но судя по срокам вхождения его в состав действующей армии, на 22 июня 1941 года находился в пути, поскольку если бы прибыл к месту назначения до войны, начал бы боевые действия с первого дня.
С середины июля 1941 года занят на строительстве укреплений Нарвского перешейка, строит наплавные мосты через реку Нарву у Васькнарва, Омути, Кривосоо. С августа 1941 года отступает вместе с частями 8-й армии к Ораниенбауму, откуда в октябре 1941 года перевезён в Ленинград, где в ноябре-декабре 1941 года ведёт бои восточнее города, в том числе на Невском пятачке.
В январе 1942 года переправлен по льду Ладожского озера на его южное побережье.
11 февраля 1942 года переформирован в 112-й отдельный инженерный батальон

## Подчинение
| Дата                 | Фронт (округ)       | Армия     | Корпус (группа) | Примечания                |
| -------------------- | ------------------- | --------- | --------------- | ------------------------- |
| 1 августа 1941 года  | -                   | -         | -               | в справочнике не значится |
| 1 сентября 1941 года | -                   | -         | -               | в справочнике не значится |
| 1 октября 1941 года  | Ленинградский фронт | 8-я армия | -               | —                         |
| 1 ноября 1941 года   | Ленинградский фронт | 8-я армия | -               | —                         |
| 1 декабря 1941 года  | Ленинградский фронт | 8-я армия | -               | —                         |
| 1 января 1942 года   | Ленинградский фронт | 8-я армия | -               | —                         |
| 1 февраля 1942 года  | Ленинградский фронт | 8-я армия | -               | —                         |

## Другие инженерно-сапёрные подразделения с тем же номером
- 112-й сапёрный батальон 61-й стрелковой дивизии 1-го формирования
- 112-й отдельный сапёрный ордена Александра Невского батальон 61-й стрелковой дивизии 2-го формирования
- 112-й отдельный инженерный батальон 8-й армии
- 112-й отдельный инженерный батальон 37-й армии
- 112-й гвардейский отдельный сапёрный батальон
- 112-й отдельный инженерно-минный батальон
- 112-й отдельный инженерно-сапёрный батальон